# التصنيفات الدولية لبنما
فيما يلي التصنيفات الدولية لـ بنما

## الاقتصاد
- صحيفة وول ستريت جورنال ومؤسسة التراث: مؤشر الحرية الاقتصادية 2006 ، المرتبة 49 من بين 157 دولة
- صندوق النقد الدولي: الناتج المحلي الإجمالي (الاسمي) للفرد (2000)، المرتبة 71 من بين 182 دولة
- صندوق النقد الدولي: الناتج المحلي الإجمالي (الاسمي) (2006)، المرتبة 92 من بين 181 دولة
- الأمم المتحدة: مؤشر التنمية البشرية 2006، المرتبة 58 من بين 177 دولة

## التعليم
- معدل الإلمام بالقراءة والكتابة 94 بالمائة

## البيئة
- جامعة ييل: مؤشر الاستدامة البيئية لعام 2005، المرتبة 28 من بين 146 دولة

## العولمة
- AT Kearney / مجلة السياسة الخارجية: مؤشر العولمة 2006، المرتبة 21 من بين 62 دولة

## السياسة
- منظمة الشفافية الدولية: مؤشر مدركات الفساد لعام 2006 احتل المرتبة 84 من بين 163 دولة
- مراسلون بلا حدود: مؤشر حرية الصحافة العالمي لعام 2006، المرتبة 39 من بين 168 دولة

## التكنولوجيا
- المنظمة العالمية للملكية الفكرية: مؤشر الابتكار العالمي 2024، المرتبة 82 من بين 133 دولة [1]

## البيانات التاريخية
(1) الترتيب العالمي بين الدول التي قيّمت.
(2) الترتيب بين الدول العشرين في أمريكا اللاتينية (لا يشمل بورتوريكو ).
(3) نظرًا لأن المعامل الجيني المستخدم في التصنيف يتوافق مع سنوات مختلفة اعتمادًا على البلد، وتختلف المسوحات الأسرية الأساسية في الطريقة وفي نوع البيانات التي جُمعت، فإن بيانات التوزيع ليست قابلة للمقارنة بشكل صارم عبر البلدان. لذلك فإن التصنيف ما هو إلا مؤشر لأغراض مرجعية، وعلى الرغم من أن المصدر هو نفسه، فإن العينة أصغر من العينة الخاصة بمؤشر التنمية البشرية.
| المنظمة                       | الاستطلاع                | الترتيب   |
| ----------------------------- | ------------------------ | --------- |
| كرونيكل الأعمال اللاتينية     | مؤشر الأعمال اللاتينية   | 1 من 19   |
| أفضل دول العالم (2008/2009)   | نيوزويك                  | 41 من 100 |
| معهد الاقتصاد والسلام         | مؤشر السلام العالمي      | 59 من 144 |
| برنامج الأمم المتحدة الإنمائي | مؤشر التنمية البشرية     | 60 من 182 |
| منظمة الشفافية الدولية        | مؤشر مدركات الفساد       | 73 من 178 |
| المنتدى الاقتصادي العالمي     | تقرير التنافسية العالمية | 59 من 133 |
| كرونيكل الأعمال اللاتينية     | مؤشر العولمة اللاتينية   | 1 من 19   |